# Міяново
Міяново (пол. Mijanowo, нім. Tauschendorf) — село в Польщі, у гміні Тшемешно Гнезненського повіту Великопольського воєводства.
Населення — 103 особи (2011).
У 1975-1998 роках село належало до Бидгощського воєводства.

## Демографія
Демографічна структура станом на 31 березня 2011 року:
|          | Загалом | Допрацездатний вік | Працездатний вік | Постпрацездатний вік |
| -------- | ------- | ------------------ | ---------------- | -------------------- |
| Чоловіки | 56      | 14                 | 39               | 3                    |
| Жінки    | 47      | 12                 | 28               | 7                    |
| Разом    | 103     | 26                 | 67               | 10                   |